# Ng Mei Ling
Ng Mei Ling (* um 1940) ist eine ehemalige Badmintonspielerin aus Malaysia.

## Karriere
Ng Mei Ling verzeichnet als größten Erfolg den Gewinn des Mixed-Doppels bei den Asienmeisterschaften mit Lim Say Hup. Bei den Asienspielen des gleichen Jahres gewann sie Bronze im Damendoppel mit Tan Gaik Bee. Silber gab es bei den Südostasienspielen 1961 im Mixed mit Ng Boon Bee. 1961 und 1962 war sie bei den Penang Open erfolgreich. Im letztgenannten Jahr gewann sie das Finale gegen Ho Cheng Yoke mit 11:2, 8:11 und 11:2. 1962 und 1963 holte sie sich den Damendoppeltitel bei den Malaysia Open.

## Sportliche Erfolge
| Jahr | Veranstaltung      | Disziplin   | Platz | Name                       |
| ---- | ------------------ | ----------- | ----- | -------------------------- |
| 1959 | Penang Open        | Dameneinzel | 2     | Ng Mei Ling                |
| 1959 | Penang Open        | Mixed       | 2     | Teh Kew San / Ng Mei Ling  |
| 1961 | Penang Open        | Dameneinzel | 1     | Ng Mei Ling                |
| 1961 | Penang Open        | Mixed       | 1     | Bobby Chee / Ng Mei Ling   |
| 1961 | Südostasienspiele  | Mixed       | 2     | Ng Boon Bee / Ng Mei Ling  |
| 1962 | Malaysia Open      | Damendoppel | 1     | Tan Gaik Bee / Ng Mei Ling |
| 1962 | Penang Open        | Dameneinzel | 1     | Ng Mei Ling                |
| 1962 | Asienmeisterschaft | Mixed       | 1     | Lim Say Hup / Ng Mei Ling  |
| 1962 | Asienspiele        | Damenteam   | 2     | Malaysia                   |
| 1962 | Asienspiele        | Damendoppel | 3     | Tan Gaik Bee / Ng Mei Ling |
| 1963 | Malaysia Open      | Damendoppel | 1     | Tan Gaik Bee / Ng Mei Ling |
| 1965 | Malaysian Open     | Damendoppel | 1     | Teh Kew San / Ng Mei Ling  |